# Сантос де Араужо, Натан
Натан Сантос де Араужо (порт. Nathan Santos de Araújo);  род. 5 сентября 2001, Рио-де-Жанейро) — бразильский футболист, защитник клуба «Сантос», выступающий на правах аренды за «Фамаликан».

## Клубная карьера
Сантос — воспитанник клубов Португеза Рио-де-Жанейро и «Васко да Гама». Летом 2020 года Натан на правах аренды перешёл в португальскую «Боавишту». 26 сентября в матче против «Порту» он дебютировал в Сангриш лиге. По окончании аренды клуб выкупил трансфер игрока. 16 декабря 2021 года в поединке Кубка португальской лиги против «Браги» Натан забил свой первый гол за «Боавишту». 